# Bartolomea Capitanio
Bartolomea Capitanio (Lovere, 13 gennaio 1807 – Lovere, 26 luglio 1833) è stata una religiosa italiana, fondatrice (insieme a Vincenza Gerosa) della congregazione delle Suore di Maria Bambina. È stata proclamata santa da papa Pio XII nel 1950.

## Biografia

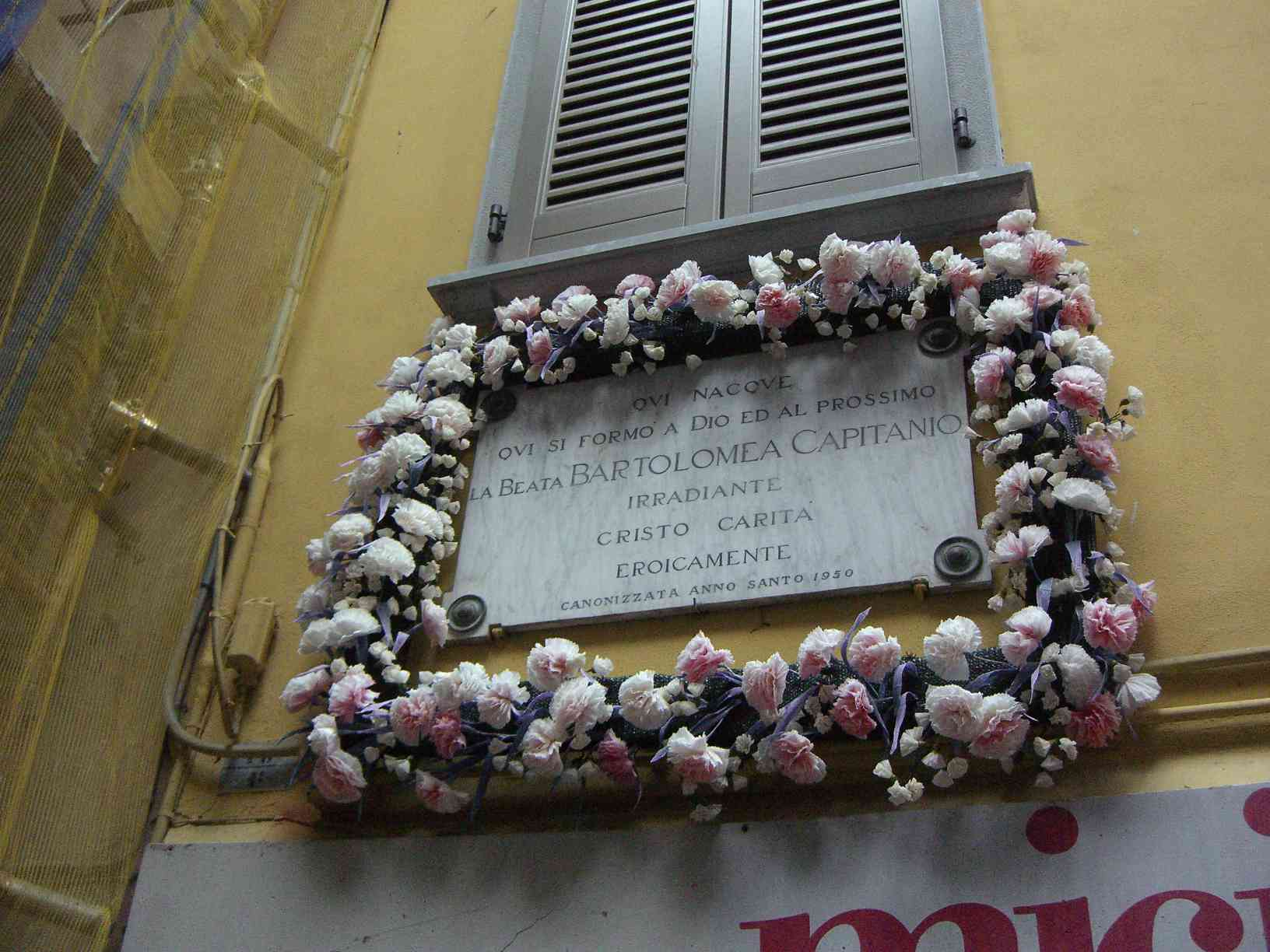
Lapide sulla casa natale di Lovere

Bartolomea Capitanio era figlia primogenita di Modesto e di Caterina Canossi di Lovere, paese sul lago d'Iseo.
Dal suo ambiente, crocevia di scambi commerciali, assimilò uno spirito intraprendente e creativo: bambina, progettava giochi e si improvvisava maestra tra le compagne, prefiggendosi già piccoli scopi di bene; adolescente, interpretò nel sorteggio della pagliuzza più lunga, proposto in una ricreazione, la chiamata alla santità e rispose con una decisione audace: «Voglio farmi santa, gran santa, presto santa».
Trascorse quattro anni nell'educandato delle Clarisse per completare gli studi e altri due come educatrice. Ritornò in famiglia con i genitori e la sorella Camilla a diciassette anni, nel 1824, decisa a vivere a fondo l'esperienza cristiana. Si inserì nell'attività parrocchiale, sostenuta dal suo direttore spirituale don Angelo Bosio e dal parroco don Rusticiano Barboglio, che colsero in lei una non comune disponibilità a rendersi utile nella famiglia e nel paese.
Nel clima politico della Restaurazione la parrocchia di Lovere era impegnata a ripristinare la pratica religiosa ferita dagli eventi del periodo rivoluzionario e napoleonico, promuovendo iniziative pastorali con particolare attenzione ai giovani.
Bartolomea esplicò le sue spiccate attitudini apostoliche nella scuola privata, aperta nel 1825 nella casa paterna, nell'oratorio femminile, a cui diede un decisivo impulso, nelle associazioni che essa suscitava e animava, nell'ospedale di cui, nel 1826, divenne direttrice ed economa. Coltivò intensi rapporti di amicizia con le giovani dei paesi vicini, che incoraggiava nelle iniziative di bene.
E mentre operava a vantaggio dei prossimi, si innamorò sempre più di quella «benedetta carità che Gesù Cristo ha esercitato nel corso della sua vita fino a morire per la nostra salvezza e sulla quale medita a lungo nella sua preghiera». Gradualmente, attraverso ispirazioni e la constatazione dei bisogni del paese, comprese di essere chiamata a fondare un istituto che avesse «per scopo le opere di misericordia». Incominciò a scriverne il progetto il 26 aprile 1831, lasciandosi ispirare dalla “carità ardentissima di Gesù Redentore” per proporne l'imitazione alle figlie del suo istituto, al quale diede inizio il 21 novembre 1832 con la sua prima compagna, Caterina Gerosa.
Nel giugno del 1833 firmarono insieme l'atto costitutivo della società con tanta fiducia nella Provvidenza, poiché Bartolomea era gravemente malata e Caterina si riteneva inadeguata a continuare l'opera. Un mese dopo, il 26 luglio, la fondatrice morì e l'Istituto passò nelle mani della compagna come una preziosa ma impegnativa eredità.
Papa Pio XII le proclamò sante insieme il 18 maggio 1950.
La memoria liturgica cade il 26 luglio.